# 貝爾維尤 (紐約州伊利縣)
貝爾維尤（英語：Bellevue）是位於美國紐約州伊利縣的非建制地區。

## 歷史
貝爾維尤的郵局於1894年設立，其後於1902年停運。

## 地理
貝爾維尤所處的海拔為高於海平面192米（即630英呎），而該地所採用的時區為UTC-5，即北美东部时区（EST）。同時該地設有夏令時間，為UTC-5調快一小時，即UTC-4（EDT）。